# Haibei
| Tibetische Bezeichnung                                       |
| ------------------------------------------------------------ |
| Tibetische Schrift: མཚོ་བྱང་བོད་རིགས་རང་སྐྱོང་ཁུལ།                   |
| Wylie-Transliteration: mtsho byang bod rigs rang skyong khul |
| Chinesische Bezeichnung                                      |
| Vereinfacht: 海北藏族自治州                                  |
| Pinyin:Hǎiběi Zàngzú Zìzhìzhōu                               |

Die Lage Haibeis innerhalb der Provinz Qinghai

Der autonome Bezirk Haibei der Tibeter (chinesisch 海北藏族自治州, Pinyin Hǎiběi Zàngzú Zìzhìzhōu; tibetisch མཚོ་བྱང་བོད་རིགས་རང་སྐྱོང་ཁུལ་ mtsho-byang bod-rigs rang-skyong-khul) liegt im Nordosten der chinesischen Provinz Qinghai und ist der tibetischen Kulturregion Amdo zuzurechnen. Die tibetische Bezeichnung lautet Tshojang. Sein Verwaltungssitz ist die Großgemeinde Xihai (西海镇 Xihai zhen) im Kreis Haiyan, ein Städtchen, das sich aus der ehemaligen Atomforschungsanstalt entwickelt hat, die im Westen unter der Bezeichnung "Neunte Akademie" firmierte (1987 stillgelegt). Haibei hat eine Fläche von 33.350 km² und 265.322 Einwohner (Stand: Zensus 2020). Dem autonomen Bezirk unterstehen drei Kreise und ein autonomer Kreis (Stand: Zensus 2020):
- Kreis Haiyan (海晏县), Hauptort: Großgemeinde Sanjiaocheng (三角城镇), 4.455 km², 37.729 Einwohner;
- Kreis Qilian (祁连县), Hauptort: Großgemeinde Babao (八宝镇), 13.855 km², 48.538 Einwohner;
- Kreis Gangca (刚察县), Hauptort: Großgemeinde Shaliuhe (沙柳河镇), 9.706 km², 40.720 Einwohner;
- autonomer Kreis Menyuan der Hui (门源回族自治县), Hauptort: Großgemeinde Haomen (浩门镇), 6.379 km², 138.335 Einwohner.

## Ethnische Gliederung der Bevölkerung (2000)
Beim Zensus im Jahr 2000 hatte Haibei 258.922 Einwohner (Bevölkerungsdichte: 6,58 Einw./km²).
| Name des Volkes | Einwohner | Anteil  |
| --------------- | --------- | ------- |
| Han             | 94.841    | 36,63 % |
| Hui             | 79.190    | 30,58 % |
| Tibeter         | 62.520    | 24,15 % |
| Mongolen        | 13.087    | 5,05 %  |
| Tu              | 7.806     | 3,01 %  |
| Salar           | 901       | 0,35 %  |
| Sonstige        | 577       | 0,23 %  |